# Metzgeria vandenberghenii
Metzgeria vandenberghenii là một loài Rêu trong họ Metzgeriaceae. Loài này được Kuwah. mô tả khoa học đầu tiên năm 1983.